# كوتيا (طعام)
كوتيا وهو طبق حبوب يقدم تقليدياً بواسطة المسيحيين الأثوذكسيين الشرقيين في أوكرانيا وروسيا وبيلاروسيا خلال موسم عيد الميلاد وعيد الأردن وكجزء من وليمة الجنازة.

## أصلة الكلمة
الكلمة «كوتيا» مشتقة من الكلمة اليونانية "κουκκί" (كوكي) وتعني (فاصولياء)، أو كلمة "κόκκος" (كوكوش) وتعني (حبوب).

## وصف

### أوكرانيا
تعد الكوتيا طبقاً أساسياً في عشاء عشية عيد الميلاد الأوكراني، ويعتقد أن الكوتيا طبق معروف من قبل أسلاف الأوكرانيين منذ عصور ما قبل التاريخ.
المكونات الرئيسية المستخدمة في صنع الكوتيا التقليدية هي: حبوب القمح وبذور الخشخاش والعسل. يتم في بعض الأحيان إضافة الجوز والفواكه المجففة والزبيب. والكوتيا هو أحد أطباق الصوم الكبير الذي لايمكن فيه استخدام منتجات الحليب أو البيض. هناك وصفات كوتيا تستخدم الشعير المقشر بدلا من حبوب القمح.
كولايفو هو طبق طقوسي أوكراني شبيه بالكوتيا، لكنه لا يحتوي على بذور الخشخاش.

### بلدان أخرى
طبق من الحبوب المسلوقة (عادةً حبوب القمح) الممزوجة بالعسل والمكسرات والتوابل وبعض المكونات الأخرى، وهو طبق تقليدي في بلدان:
- بلغاريا - كوليفو
- اليونان - كوليفا
- لبنان وفلسطين والأردن - قمح مسلوق أو سنينية
- رومانيا - كوليفا
- روسيا - ساشوفو
- صربيا - كوليفو
- صقلية - كوكيا
- سوريا - الصليحة أو البربارة (تيمناً بعيد البربارة، عيد القديسة بربارة في جميع أنحاء الشرق الأوسط)